# Carla Pavan
Carla Pavan (* 5. April 1975 in Lethbridge) ist eine kanadische Skeletonpilotin.
Carla Pavan betreibt seit 2002 Skeleton und gehört seit 2005 dem kanadischen Nationalkader an. Sie lebt in Calgary und wird vom früheren deutschen Weltklassepiloten Willi Schneider trainiert. Ihr internationales Debüt feierte sie als Siebte 2002 bei einem America’s-Cup-Rennen auf ihrer Heimatbahn in Calgary. Nach mehreren weiteren Rennen in America's- und Europacup debütierte sie im Februar 2004 in Altenberg für zunächst ein Rennen im Weltcup (23.). Seit der Saison 2005/06 gehörte Pavan dem kanadischen Stammweltcupteam an. In der Saison gewann sie auch ihr erstes und bislang einziges Weltcuprennen in Igls.
Bei den Skeleton-Nordamerikameisterschaften 2004 in Calgary gewann Pavan Silber hinter Jessica Palmer. 2003 hatte sie bei den Kanadischen Meisterschaften schon Bronze gewonnen, 2004 und 2005 wurde sie Sechste. Bei den Olympischen Winterspielen 2010 in Vancouver kam sie als Vorläuferin zu ihrem letzten internationalen Einsatz und betreut seit der Saison 2010/11 das kanadische Skeleton-America’s-Cup-Team.